# Lasaea adansoni
Lasaea adansoni är en musselart som först beskrevs av Gmelin 1791.  Lasaea adansoni ingår i släktet Lasaea och familjen Lasaeidae. Inga underarter finns listade i Catalogue of Life.